# Ministerium für Entwicklung (Israel)
Das Ministerium für Entwicklung (hebräisch שר הפִּתּוּחַ, translit. Sar HaPituach) war ein Portfolio im israelischen Kabinett von 1953 bis 1974. Das Ministerium war zuständig für regierungseigene Mineralförderungsgesellschaften und das Geologie-Institut des Landes. Dem Ministerium unterstanden die Dead Sea Works.

## Geschichte
Das Ministerium wurde während der 2. Legislaturperiode der Knesset in der Regierungskoalition unter Ministerpräsident David Ben-Gurion eingerichtet. Dov Yosef übernahm als der erste Minister am 15. Juni 1953 die Ministeriumsleitung. 

## Liste der Minister für Entwicklung
| Name              | Partei     | Amtsanfang    | Amtsende      | Regierung     |
| ----------------- | ---------- | ------------- | ------------- | ------------- |
| Dov Yosef         | Mapai      | 15. Juni 1953 | 3. Nov. 1955  | 4., 5., 6.    |
| Mordechai Gutgeld | Mapam      | 3. Nov. 1955  | 2. Nov. 1961  | 7., 8., 9.    |
| Georg Josephthal  | Mapai      | 2. Nov. 1961  | 23. Aug. 1962 | 10.           |
| Yosef Almogi      | Mapai      | 30. Okt. 1962 | 25. Mai 1965  | 10., 11., 12. |
| Chaim Josef Zadok | Mapai      | 31. Mai 1965  | 12. Jan. 1966 | 12.           |
| Mosche Kol        |            | 12. Jan. 1966 | 15. Dez. 1969 | 13., 14.      |
| Chaim Landau      | Gachal     | 15. Dez. 1969 | 6. Aug. 1970  | 15.           |
| Chaim Gwati       | HaMa’arach | 1. Sep. 1970  | 10. März 1974 | 15.           |
| Chaim Bar-Lew     |            | 10. März 1974 | 3. Juni 1974  | 16.           |

## Stellvertretende Minister
| Name            | Partei                       | Amtsanfang    | Amtsende      | Regierung |
| --------------- | ---------------------------- | ------------- | ------------- | --------- |
| Jehuda Scha’ari | Miflaga Liberalit Jisra’elit | 17. Jan. 1966 | 15. Dez. 1969 | 13., 14.  |